# Chi Thú hàm chó
Chi Thú hàm chó (danh pháp khoa học: Cynognathus) là một chi chứa các loài động vật săn mồi dài khoảng 1 mét, sinh sống trong khoảng thời gian thuộc Tiền Trias (thống Hạ Trias). Đây là một trong những loài bò sát giống thú hơn cả trong số các loài bò sát giống thú, một thành viên của một phân nhóm có tên Eucynodontia. Chi Cynognathus phân bố khắp thế giới. Các hóa thạch đã được tìm thấy ở Nam Phi, Nam Mỹ, Trung Quốc và châu Nam Cực.
Chi Cynognathus ("hàm chó") đã được đặt các tên khoa học khác nhau theo thời gian. Nó từng được gọi là Cistecynodon, Cynidiognathus, Cynogomphius, Karoomys, Lycaenognathus, Lycochampsa, Lycognathus, Nythosaurus. Ngoài ra, theo các hồ sơ của Viện Bảo tàng lịch sử tự nhiên Peabody tại Đại học Yale, Richard Owen đã sử dụng tên gọi Nythosaurus để chỉ chi này vào năm 1876. Việc sử dụng này dường như không liên hệ gì với Cynognathus. Chi Cynognathus hiện tại là thành viên duy nhất được công nhận của họ Cynognathidae. Các ý kiến là khác nhau khi đề cập tới việc có phải tất cả các dấu tích còn lại đều thuộc về cùng một loài hay không.
Loài Cynognathus crateronotus được biết đến với các danh pháp khác như Cistecynodon parvus, Cynidiognathus broomi, Cynidiognathus longiceps, Cynidiognathus merenskyi, Cynognathus beeryi, Cynognathus minor, Cynognathus platyceps, Cynogomphius berryi, Karoomys browni, Lycaenognathus platyceps, Lycochampsa ferox, Lycognathus ferox, Nythosaurus browni. Mười lăm tên gọi khoa học cho một sinh vật thuộc đại Trung sinh có thể là hơi quá nhiều, nhưng nó vẫn chưa là kỷ lục. Loài khủng long Plateosaurus engelhardti còn được đặt tên tới trên 20 lần.
Các chi Karoomys, Cistecynodon và Nythosaurus chỉ được biết đến từ các con non nhỏ xíu, trong khi Lycognathus cucullatus dường như là rắn bị nhận dạng sai từ quần đảo Baleares, mặc dù sự xác nhận không có tính khẳng định.

## Các điểm hóa thạch

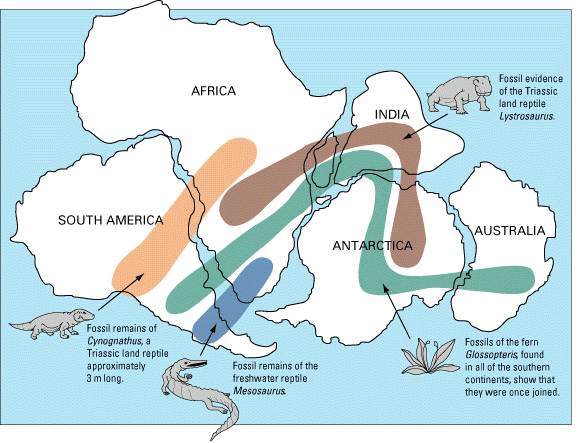
Các điểm có dấu tích của Cynognathus chỉ ra bằng màu da cam.

Các hóa thạch được tìm thấy tại Karoo; thành hệ Puesto Viejo; thành hệ Fremouw, ở Nam Phi/Lesotho; Argentina; châu Nam Cực và Trung Quốc.

## Niên đại
Chi Cynognathus từng sinh tồn trong khoảng thời gian tương ứng với các tầng động vật từ tầng cục bộ Spathian thuộc tầng Olenek của ICS (Hạ Trias) tới Anisus (Trung Trias).
Hàm dưới của nó được trang bị bằng các răng khác biệt, chỉ ra rằng nó có thể xử lý có hiệu quả các loại thức ăn trước khi nuốt. Sự hiện diện của vòm miệng thứ cấp tại miệng chỉ ra rằng Cynognathus có khả năng thở và nuốt đồng bộ. Sự thiếu các xương sườn tại khu vực dạ dày gợi ý về sự hiện diện của cơ hoành có hiệu quả: một cơ quan trọng cho việc hô hấp của động vật có vú. Các hốc và ống trong xương tại phần mõm chỉ ra sự tập trung của các mạch thần kinh và máu. Ở động vật có vú, những cấu trúc như vậy cho phép các sợi lông (ria) có thể sử dụng như là các giác quan. Tất cả các đặc trưng này chỉ ra rằng Cynognathus là động vật thu nhiệt: sinh vật "máu nóng" với tốc độ trao đổi chất tương đối cao, do đó cần phải có khả năng xử lý thức ăn và oxy nhanh chóng.